# 保井ひろゆき
保井 ひろゆき（やすい ひろゆき、1984年4月11日 - ）は、埼玉県出身のスタジアムDJ、ラジオパーソナリティ。
スタジアムDJ時に使用する名義は「MC PASSION」。

## 来歴
1984年（昭和59年）、埼玉県に生まれる。幼少期は野球に没頭し、高校時代はキャプテンを務めていた。千葉商科大学在学時代に教員免許を取得、高校野球の監督を目指すようになる。
それと同時期に、地元の仲間とバンドを結成（担当はベース）、目標を日本武道館と定めた。そのバンドで埼玉県、東京都を拠点に活動しつつ、さらには他のバンドも掛け持ちするなど、音楽活動に専念する。しかし、メンバーの金銭トラブルなどの問題が度重なり、バンドは活動休止になった。
アルバイト先で行われていたビンゴ大会のMCが好調だったことをきっかけに、スタジアムDJを目指してアナウンススクールへ入学。卒業後に事務所のオーディションを受け合格し、DJとして本格的に活動を始める。
2016年（平成28年）フリーとなる。当時のキャッチコピーは「声のかけやすいMC」
2018年（平成30年）保井が学生時代から愛聴しているFM NACK5にて、レギュラー番組「ディスカバー彩の国」が放送開始。
2019年（平成31年/令和元年）国際バレーボール連盟主催イベントに日本代表MCとして招待され、その際行った自己紹介より"PASSION"をスポーツMC時に用いるようになる。
2021年（令和3年）令和3年度 埼玉わっしょい大使に任命される。また、2020年東京オリンピックバレーボール大会では、全日程にてMCを担当。
2022年（令和4年）4月 「ラジオのアナ〜ラジアナ」月曜日パーソナリティに就任。
2023年（令和5年）6月13日、番組にて、マッチングアプリで出会った女性との結婚を発表した。
12月9日、第一子である長男が誕生した。
2024年（令和6年）2月13日、番組にて、YouTubeチャンネルを開設したことを発表した。

## 人物
「埼玉の長瀬智也」を自称している。
自身のレギュラー番組である「ラジオのアナ〜ラジアナ」放送終了後、スタジオがある大宮駅前の商業施設「大宮アルシェ」前からの写真を投稿することを日課としている。
「ラジアナ」ではたびたびスギちゃんや、GTO出演時の反町隆史のモノマネをしている。反町のモノマネをする際、GTOのパロディで「GTY ～Great Teacher 保井～ 」と銘打っており、番組内で同名のコーナーも行われている。
「ラジアナ」の26時の時報明けに登場する、保井が裏声で喋るキャラクター「きもちぃ」が存在し、その後に出演を控えているゲストにたびたび引かれている。
ベースに使用している弦は「ダダリオ」

## 愛称
| 名付け親                       | 愛称       | 由来 |
| ------------------------------ | ---------- | --- |
| 小野寺梓（真っ白なキャンバス） | 門番       | 「真っ白なキャンバス 小野寺梓のおのでらんど国民放送」に由来する 「シャッ」だけしか、しゃべれない。 本人曰く、「門番」という愛称に逃げがちとのこと。 |
| 澁谷梓希                       | やっちゃん | 澁谷の愛称「ずっちゃん」に由来する |
| 安藤笑（Ange☆Reve）            | ひろちぃ   | 安藤の愛称「ぇみちぃ」に由来する |
| ASH（ASH DA HERO）             | やっさん   | 度重なる保井のレギュラー番組出演の際に使用している                                                                                                  |
| 斉藤百香                       | やっす〜   | 「すももも 百香も もものうち 〜ももラジ〜」電話出演時に斉藤が使用していた愛称に由来する                                                             |
|                                | やすす     | |

## ラジオ出演
FM NACK5
- 「ディスカバー彩の国」2018年3月31日[8] -
- 「ラジオのアナ〜ラジアナ」月曜日パーソナリティ、2022年4月5日-（番組表などでは、前日の25時とされている。）[9]
- 「NACK5 ラジアナSpecial VIVA LA FM」 2023年5月14日[10]
- 「NACK5 35周年TOUCH THE DREAM SPECIAL」2023年4月9日[11]
- 「NACK5 SPECIAL ラジアナ ～Music New Year～」2022年12月31日-2023年1月1日[12]
- 「すももも 百香も もものうち 〜ももラジ〜」荒川土手（埼玉県内）より電話出演 2022年1月1日[13]
- 「熱球埼玉!高校野球応援プロジェクト~この夏を忘れない~」2020年8月[14]
- 「NACK5 SPECIAL 保井ひろゆきのトラックドライバー密着レポート」2019年9月22日[14]
- 「Good Luck! Morning!」代打出演 2019年9月29日、10月23日[15]
- 「30周年記念特番 埼玉あなたの”街”自慢コンテスト」グランプリ発表特番 2018年9月30日[16]
- 「GOGOMONZ」高校野球 南北埼玉県大会 決勝レポート 2018年8月4日[17]

@FM
- 「You gott@ POWER」2018年8月27日

Music Bird
- 「アトリFM」第三月曜
- 「FMドリームゲート」2013年9月まで

## スポーツMC出演

### バレーボール関連
2021年
2020年東京オリンピックバレーボール全日程 大会MC
2019年
FIVB WORLD CUP VOLLEYBALL（9月29日-10月15日）Bサイト会場MC
FIVBビーチバレーボールワールドツアー2019 4-star東京大会（7月24日-7月28日）潮風公園 MC
FIVB バレーボールネーションズリーグ2019 東京ラウンド（6月）場内MC
FIVB Sport Presentation Workshop Thailand 2019（4月）
最終日に開催された 国際親善試合スーパーマッチ（泰国 v 韓国戦）にてMC
2018年
FIVB 2018女子バレーボール世界選手権 横浜、名古屋大会（日本戦） アリーナMC
FIVB ビーチバレーボール ワールドツアー 2018 3star 東京大会（8月4日）MC
FIVB バレーボールネーションズリーグ 2018 男子大阪大会（6月8日-6月10日）丸善インテックアリーナ大阪　アリーナMC
FIVB バレーボール ネーションズリーグ 2018女子豊田大会（5月22日-5月24日）アリーナMC